# アレクシス・マック・アリスター
- アレクシス・マック・アリスター
- アレクシス・マク・アリステル
- アレクシス・マカリスター
- アレクシス・マカリテル

アレクシス・マック・アリスター（Alexis Mac Allister、1998年12月24日 - ）は、アルゼンチン・ラ・パンパ州サンタローサ出身のサッカー選手。プレミアリーグ・リヴァプールFC所属。アルゼンチン代表。ポジションはMF。

## クラブ経歴
2016年にAAアルヘンティノス・ジュニアーズのトップチームに昇格。10月30日のプリメーラB・ナシオナル (2部リーグ)のセントラル・コルドバ戦でプロデビュー。2017年3月10日のインスティトゥートACコルドバ戦でプロ初ゴールを決めた。2016-17シーズンは2部リーグを勝ち抜き、1部リーグ復帰に貢献。
2019年1月24日、ブライトン・アンド・ホーヴ・アルビオンFCと4年半の契約を締結。但し1年間のローン移籍の形でアルヘンティノスに残留。同年6月にボカ・ジュニアーズに移籍し、コパ・リベルタドーレスなどにも出場。2020年2月1日に正式にブライトンに加入した。2020-21シーズン、9月17日、EFLカップのポーツマスFC戦で移籍後初得点を挙げた。10月18日のクリスタル・パレス戦でプレミアリーグ初ゴールを挙げた。2021-22シーズンはリーグ戦33試合5ゴール2アシストの数字を残した。2022-23シーズンはリーグ戦で10得点を挙げ、チーム史上初のヨーロッパカップ出場となるUEFAヨーロッパリーグ出場権獲得に貢献した。
2023年6月8日、リヴァプールFCへ移籍することが発表された。12月3日、プレミアリーグ第14節のフラム戦で移籍後初得点を決めた。

## 代表経歴
2019年9月にアルゼンチン代表に初招集。チリ戦とメキシコ戦に出場し、メキシコ戦は先発出場を果たし、4-0で勝利した。

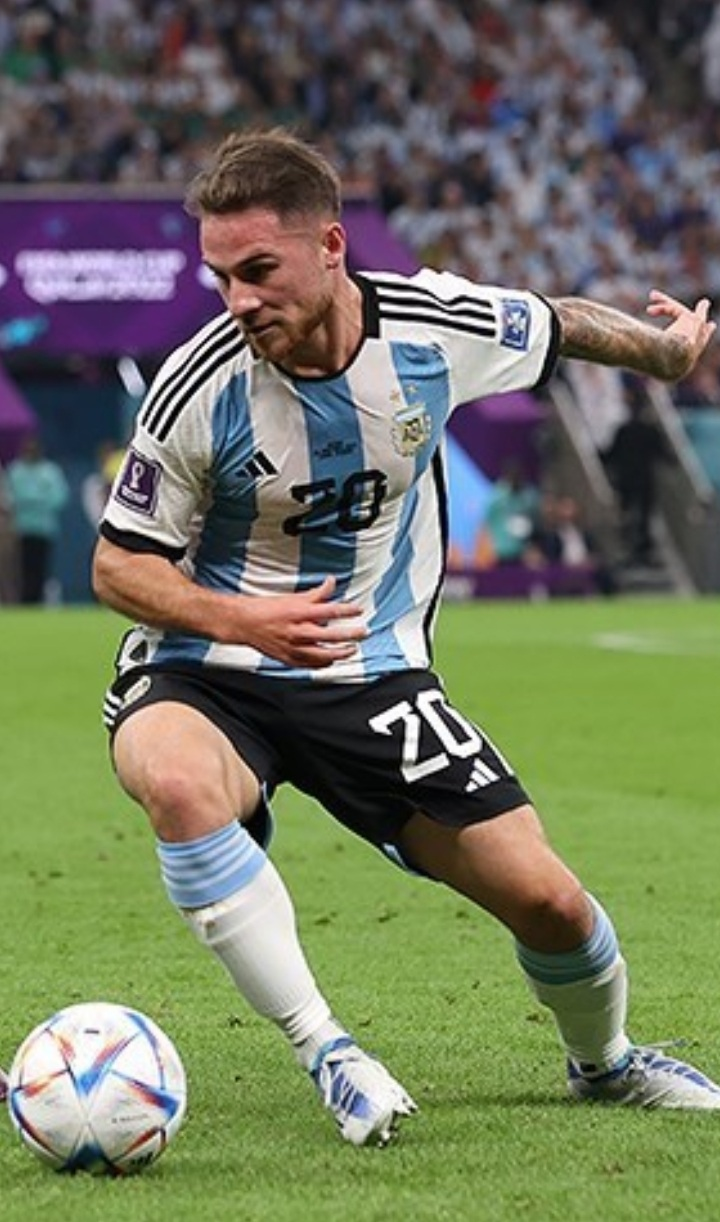
カタールW杯グループリーグ・メキシコ戦にて

2022年11月、ワールドカップカタール大会のメンバーに選出され、グループリーグ初戦のサウジアラビア戦を除く6試合で先発出場。グループリーグ最終節のポーランド戦で代表初ゴールとなる決勝ゴールを挙げ、決勝のフランス戦ではアンヘル・ディ・マリアのゴールをアシストして優勝に貢献した。
2024年6月15日、コパ・アメリカ2024に出場するアルゼンチン代表メンバーに選出された。

## 人物
- 3人兄弟の末っ子である。2人の兄もプロサッカー選手であり、2023年7月時点で長兄のフランシス（英語版）はCAロサリオ・セントラルで、次兄のケビン（英語版）はロイヤル・ユニオン・サン＝ジロワーズでそれぞれプレーしている。
- 父のカルロス（英語版）はかつてアルゼンチン代表でディエゴ・マラドーナとともにプレーした経験のある元サッカー選手で、2015年から2018年までアルゼンチンの観光・スポーツ大臣を務めた人物である。叔父のパトリシオ（英語版）はパトリシオ・マカリスターという登録名で日本サッカーリーグの三菱自動車工業サッカー部に在籍した[13]。
- ケルト姓を持つ一族のルーツについて、スポーティングニュースによるとマック・アリスター家はスコットランド人とアイルランド人の血を引いており、祖先はスコットランド東部のファイフ出身としている[14]。一方で、父のカルロスがガーディアンに語ったところによるとマック・アリスター家は1800年代に移民してきたアイルランド人の家系であり、イタリア人の血も引いているとのことである[15]。

## プレースタイル
主なポジションは攻撃的MF、セントラルMF。AAアルヘンティノス・ジュニアーズではトップ下の選手として育成されてきた。そのため、若い頃は4-2-3-1や4-4-2（ダイヤ型）など、様々なシステムのトップ下として定着していた。
攻撃的MF、セントラルMFの他、ブライトンでは4-4-2、リヴァプールでは4-3-3の守備的MFでプレーしたこともある。また、アルゼンチン代表としてはインサイドハーフや左サイドMFとしてプレーし、優勝に貢献したことなど、ユーティリティ性も高いとされている。

## 個人成績

### 代表
出場大会
- U-23アルゼンチン代表

2021年 - 東京オリンピック（グループステージ敗退）
- アルゼンチン代表

2022年 - 2022 FIFAワールドカップ（優勝）
2024年 - コパ・アメリカ2024（優勝）
試合数
2024年3月26日現在
- 国際Aマッチ 25試合 2得点（2019年 - ）[18]

| アルゼンチン代表 | 国際Aマッチ | 国際Aマッチ |
| 年               | 出場        | 得点        |
| ---------------- | ----------- | ----------- |
| 2019             | 2           | 0           |
| 2022             | 12          | 1           |
| 2023             | 9           | 0           |
| 2024             | 2           | 1           |
| 通算             | 25          | 2           |

得点
| # | 開催日         | 開催地                                             | 対戦国     | スコア | 結果 | 大会                    |
| - | -------------- | -------------------------------------------------- | ---------- | ------ | ---- | ----------------------- |
| 1 | 2022年11月30日 | ドーハ、スタジアム974                              | ポーランド | 1-0    | 2-0  | 2022 FIFAワールドカップ |
| 2 | 2024年3月26日  | ロサンゼルス、ロサンゼルス・メモリアル・コロシアム | コスタリカ | 2-1    | 3-1  | 親善試合                |

## タイトル

### クラブ
ボカ・ジュニアーズ
- プリメーラ・ディビシオン：2019-20

リヴァプール
- EFLカップ : 2023-24
- プレミアリーグ : 2024-25

### 代表
アルゼンチン代表
- フィナリッシマ：2022
- FIFAワールドカップ：2022
- コパ・アメリカ：2024